# Лютц, Алекс
Алекс Лютц (фр. Alex Lutz; род. 24 августа 1978, Страсбург, Эльзас, Франция) — французский актёр, комик, театральный и кинорежиссёр, сценарист.

## Биография
Алекс Лутц родился 24 августа 1978 года в Страсбурге, Франция, в семье учительницы немецкого языка Франсин Гуммель и страхового агента Жерара Лутца. По окончании средней школы Алекс поступил в Международный лицей Понтонье. В 1994 году он дебютировал на сцене молодёжного театра в родном Страсбурге, а в 18-летнем возрасте создал собственную компанию под названием «Le Coût de la pomme», для которой написал несколько пьес. В то же время он сотрудничал с Паскалем Шпенглером, у которого играл как актёр и как режиссёр участвовал в постановке произведений Бертольта Брехта, Жана-Люка Лагарсе, Азиза Шуаки и Гайнера Мюллера. Как киноактер Лутц дебютировал в 2008 году, снявшись в фильме Жан-Поля Саломе «Женщины-агенты». В следующем году Алекс сыграл роль нациста Генриха фон Циммеля в фильме «Агент 117: Миссия в Рио», после чего появился в фильмах «Моя часть пирога», «Круиз», «Большой ресторан 2», «Голливу» и других. Не ограничившись широким экраном, Лутц также принял участие и в съемках сериалов «Семейная сцена», «Худшая неделя моей жизни» и другие. В 2015 году Алекс Лутц выступил в роли кинорежиссёра и сценариста комедии «Талант моих друзей», в котором также исполнил главную роль, а также снялся в комедии Путешествие из Парижа. В 2018 году он представил свой второй полнометражный фильм «Ги», в котором выступил как сосценарист и исполнитель главной роли. Мировая премьера ленты состоялась в мае 2018 году на 71-м Каннском международном кинофестивале, где она принимала участие в конкурсной программе Международной недели критики. В 2019 году фильм был номинирован в 6-ти категориях на получение французской национальной кинопремии «Сезар», в том числе за лучший фильм, лучшую режиссёрскую работу и получил награду за лучшую мужскую роль.

## Личная жизнь
В октябре 2015 года Алекс Лутц женился на флористке Матильде Виал, с которой встречался с 1998 года. В 2007 году у пары родился сын Фердинанд.